# Завалюв
Завалюв (пол. Zawalów) — деревня в Замойском повете Люблинского воеводства Польши. Входит в состав гмины Мёнчин. Находится примерно в 21 км к востоку от центра города Замосць. По данным переписи 2011 года, в деревне проживало 576 человек.
В 1975—1998 годах деревня входила в состав Замойского воеводства.

## Население
Демографическая структура по состоянию на 31 марта 2011 года:
|         | Всего | До трудоспособного возраста | Трудоспособного возраста | Старше трудоспособного возраста |
| ------- | ----- | --------------------------- | ------------------------ | ------------------------------- |
| Мужчины | 266   | 65                          | 169                      | 32                              |
| Женщины | 310   | 59                          | 175                      | 76                              |
| Всего   | 576   | 124                         | 344                      | 108                             |